# Napad na gimnaziji v Zadru
Napad na gimnaziji v Zadru je bil streljanje 9. oktobra 1972 na takratni zadarski mestni gimnaziji (danes Gimnazija Vladimirja Nazorja) v Zadru na Hrvaškem. Devetnajstleten dijak je ubil dva profesorja. To je bil prvi napad v hrvaški šoli pred napadom v osnovni šoli Prečka v Zagrebu leta 2024.

## Ozadje
Storilec Milorad Vulinović je bil srbske narodnosti, hodil je v četrti letnik, vendar ni bil vesten dijak in je moral ponavljati letnik. Milorad se je že dolgo časa pripravljal na uboj, zato je ukradel pištolo svojega očeta Branka, ki je bil policist.

## Napad
Milorad je bil na preži v stranišču, ko je ob 7.50 napadel profesorja zgodovine Vica Vlatkovića, starega 46 let, ki je tedaj prišel po stopnicah. Vlatkoviću je zadal več strelnih ran v predel trupa in en strel v čelo. Vulinović je smrtno poškodoval tudi profesorja sociologije Gojka Matulino (star 33), ki je hitel k svojemu kolegu na pomoč.
Trije dijaki so poskusili pomagati težko ranjenemu Matulini: Radomir Sarađen (kasnejši fotograf), Dragutin Blaslov Blajo in še en neznan fant. Med očividci napada sta bila Momir Bulatović, poznejši predsednik Črne gore in igralka Jelica Vlajki, ki sta bila tedaj dijaka zadarske gimnazije. Matulino so odpeljali v bližnjo lekarno, kjer je dobil zdravniško pomoč. Kmalu zatem je umrl v bolnišnici.
Po napadu je Vulinović zapustil kraj zločina. Ob izhodu iz stavbe je srečal profesorico, ki ga je vprašala, kam gre. Milorad ji je odvrnil, da gre k zdravniku. Storilec je šel najprej v Reljo, kjer je kupil časopis in pil sadni sok. Sprva je mislil, da se bo ob mraku vrnil domov.
Policija ga je iskala dvanajst ur, medtem ko je Milorad šel v slaščičarno Jadran družine Junuz (ki je bila v današnji ulici Stjepana Radića). Ko so ga našli policisti, je jedel kremne rezine in pil limonado. Nato so ga aretirali; pri njemu so našli pištolo Beretto M70, ki jo je uporabil pri uboju, in lovski nož.

## Sodna obravnava
Vulinović je priznal, da je sovražil Vlatkovića, ker je bil Hrvat, ni maral njegovega poučevalnih načinov in ker mu je dajal slabe ocene. Jezilo ga je tudi Vlatkovićevo simpatiziranje s hrvaško pomladjo, rekel mu je tudi, da naj si ostriže lase, ker so dolgi. Poleg tega je trdil, da si je hotel pridobiti sloves z ubojem.
Prijatelji, kolegi in znanci so trdili, da je bil profesor Vlatković res ponosen na svojo hrvaško narodnost, vendar nikoli ni bil nestrpen proti drugim narodom.
Na vprašanje, zakaj je ubil profesorja Matulino, je toliko odgovoril Vulinović, da je bila samo nekriva žrtev.
Vulinović se ni pokesal ubojev in je rekel, da je bil bolj vznemirjen, ko sta z očetom streljala na divje golobe v Vruljici kot ko je ubil Vlatkovića. Strokovnjaki so ugotovili, da je je Vulinović psihopat z nagnjenostjo k shizoidni psihopatiji.
Vulinović je bil obsojen na 15 let zapora na Golem otoku. To je bila maksimalna kazen za mlajše polnoletne osebe v SFR Jugoslaviji.

## Spomin
10. oktobra se je več tisoč ljudi zbiralo na Narodnem trgu v Zadru, da se spominjajo ubitih profesorjev.
Gimnazijska knjižnica še danes se imenuje po Vlatkoviću in Matulini. Po njima sta poimenovani tudi dve strokovni visoki šoli v Zadru.